# Benito Juárez (Veracruz)
Benito Juárez è una municipalità dello stato di Veracruz, nel Messico centrale, il cui capoluogo è la località omonima.
Conta 16.692 abitanti (2010) e ha una estensione di 233,43 km². 	
La città deve il suo nome a Benito Juárez, il primo presidente del Messico di origine india.